# Отто Штанге (хімік)
Отто Штанге (нім. Otto Stange; 3 листопада 1870, Любек — 19 вересня 1941, Кельн) — німецький хімік.

## Біографія
В 1890 році закінчив гімназію Катарінеум, в 1894 році — Мюнхенський університет, де здобув докторський ступінь. 27 листопада 1894 року на запрошення Карла Дуйсберга вступив на фабрику Bayer в Ельберфельді, працював в сфері напівфабрикатів, включаючи синтез каучуку. В 1912 році отримав довіреність. З 1918 року — заступник голови щойно створеного робочого об'єднання «Німецька хімія». З 1921 року — заступник директора, з 1923 року — член правління заводу Bayer в Леверкузені і голова відділу алізарину. Окрім цього, Штанге очолював відділ проміжної продукції IG Farben. В 1936 році залишив пост члена правління.

## Нагороди
- Залізний хрест 2-го класу для некомбатантів (1918)

## Вшанування пам'яті
В 1962 році на честь Штанге була названа вулиця в Леверкузені (нім. Otto-Stange-Strasse).